# Miller Township (comté de Dallas, Missouri)
Pour les articles homonymes, voir Miller Township.
Miller Township est un ancien township du comté de Dallas dans le Missouri, aux États-Unis,.
Fondé en 1841, il est baptisé en référence à John R. Miller, un pionnier.

## Source de la traduction
- (en) Cet article est partiellement ou en totalité issu de l’article de Wikipédia en anglais intitulé « Miller Township, Dallas County, Missouri » (voir la liste des auteurs).